# 9908 Aue

9908 Aue

9908 Aue eller 2140 T-1 är en asteroid i huvudbältet som upptäcktes den 25 mars 1971 av den nederländsk-amerikanske astronomen Tom Gehrels och det nederländska astronomparet Ingrid van Houten-Groeneveld och Cornelis Johannes van Houten vid Palomarobservatoriet. Den är uppkallad efter den tyske författaren Hartmann von Aue.
Den tillhör asteroidgruppen Koronis.